# King Von
King Von, właśc. Dayvon Daquan Bennett (ur. 9 sierpnia 1994 w Chicago, zm. 6 listopada 2020 w Atlancie) – amerykański raper i autor tekstów. Był związany z wytwórnią rapera Lil Durka, Only the Family i EMPIRE.

## Wczesne życie
King Von urodził się w Chicago. Większość swojego życia spędził w Parkway Gardens, znanym również jako „O’Block”, znajdującym się na rogu 64 ulicy i Martin Luther King Drive w południowej części Chicago. Dorastał ze swoim przyjacielem raperem Lil Durkiem, a także z Chief Keef’em. Był znany z pseudonimu „Grandson”, który nawiązuje do Davida Barksdale’a, założyciela Black Disciples, którego był członkiem. Dostał ten pseudonim w więzieniu, kiedy wielu ludzi, którzy znali Davida, powiedziało, że przypominał im przywódcę gangu w tym, jak radzi sobie na ulicach, a także w jego ogólnym zachowaniu.
W wieku 16 lat Von po raz pierwszy trafił do więzienia. Był to dopiero początek długiego maratonu problemów prawnych rapera. W 2014 roku został oskarżony o strzelaninę, w której zginęła jedna osoba, a druga została poważnie ranna. Po udowodnieniu swojej niewinności i wygraniu sprawy, King Von zaczął rapować, dzięki współpracy z Lil Durkiem podpisał kontrakty z wytwórniami OTF (Only The Family) i Entertainment & EMPIRE.

## Kariera
Po tym, jak Lil Durk podpisał kontrakt z King Vonem wydał w 2018 roku singel „Crazy Story”, który pozostaje jego najpopularniejszą piosenką i przełomowym singlem. W maju 2019 ukazał się „Crazy Story 2.0” z udziałem Lil Durka, a teledysk do piosenki został wydany 20 maja i zajął czwarte miejsce na liście Bubbling Under Hot 100. 13 września 2019 roku ukazała się trzecia wersja singla zatytułowana „Crazy Story Pt. 3”.
9 lipca 2019 roku Lil Durk i King Von wydali wspólny singel „Like That”. 2 września 2019 roku Von wydał swój singel „What It’s Like”, który miał się pojawić na jego nadchodzącym albumie Grandson, Vol. 1. 19 września 2019 roku Von wydał swój 15-utworowy debiutancki album „Grandson, Vol. 1” z gościnnym udziałem Lil Durka na dwóch utworach. Album zadebiutował na 75 miejscu na liście Billboard 200 i na 27 miejscu na Hip Hop / R & B Songs Airplay chart. 16 listopada 2019 roku Von wydał swój singel „2 A.M”. 29 listopada 2019 Von wydał swój singel „Rolling” z udziałem YNW Melly, któremu towarzyszył teledysk.
10 stycznia 2020 roku ukazał się singel „Pressin” rapera z Detroit, Sady Baby, z gościnnym udziałem King Von’a. 21 lutego 2020 roku Von wydał „Took Her To The O”, jeden ze swoich najpopularniejszych utworów do tej pory. Następnie wydał kolejny album „Levon James”, wydany 6 marca 2020 r. Na tym albumie znalazły się gościnne udziały takich raperów jak NLE Choppa, Polo G, Tee Grizzley, G Herbo, Lil Durk i YNW Melly, a także innych.
29 kwietnia 2020 roku King Von wydał swój singel „Grandson for President”, który również cieszył się dużą popularnością. Następnie wydał teledysk do „Broke Opps”. Następnie 27 lipca 2020 roku wydał kolejny singel zatytułowany „Why He Told”, a następnie kolejny popularny singel „All These N ** gas”, który ma ponad 21 milionów wyświetleń na YouTube w ciągu nieco ponad 2 miesięcy. następnie wydał kolejny singel, zatytułowany „How It Go”, 26 sierpnia 2020 r. 9 października 2020 r. King Von wydał „I Am What I Am” z nowojorskim raperem Fivio Foreign. Wydanie to było oczekiwaniem na jego nadchodzący album „Welcome To O’Block”. Po jego śmierci single „Crazy Story”, Took Her To The O” i „Crazy Story Pt. 3” pokryły się platyną w USA, a album Welcome To O’Block zdobył certyfikat złota. 4 marca 2022 roku zespół zarządzający karierą King Vona wydał pierwszy pośmiertny album rapera, What It Means to Be King.

## Problemy prawne
Podczas swoich nastoletnich lat Bennett był wielokrotnie aresztowany i spędzał lata w więzieniu, zanim zaczął rapować w 2018 roku.
W dniu 21 listopada 2012 r. Bennett został aresztowany i umieszczony w więzieniu hrabstwa Cook za bezprawne posiadanie broni palnej.
24 lipca 2014 r. Von został aresztowany w związku ze strzelaniną w maju 2014 r., w której zginął jeden mężczyzna, a dwóch innych zraniono. Von został oskarżony o 1 morderstwo i 2 zarzuty usiłowania zabójstwa. Strzelanina miała miejsce przy 5700 South Lasalle Street w Englewood, Chicago. Po tym, jak świadkowie nie złożyli zeznań, King Von wyszedł na wolność pod koniec 2017 roku. Lil Durk powiedział w wywiadzie w Breakfast Club, że naciskał na Vona, aby został raperem, aby uniknąć dalszych kłopotów.
W czerwcu 2019 roku King Von i Lil Durk zostali aresztowani w związku ze strzelaniną w Atlancie. Von współobronił Durka i dwaj raperzy stanęli przed sędzią w sądzie hrabstwa Fulton na przesłuchanie w sprawie prawdopodobnej przyczyny. Prokuratorzy twierdzili, że dwaj mężczyźni okradli i zastrzelili mężczyznę przed samochodem w Atlancie 5 lutego 2019 roku. Z powodu trwającego procesu, King Von i Lil Durk nie mogli przebywać ze sobą.

## Śmierć
Zginął tragicznie w wyniku postrzelenia w nocy z 6 na 7 listopada 2020 roku. Wydarzenie miało miejsce przed klubem nocnym w Atlancie, gdzie Von uczestniczył w bójce i z raperem i ludźmi powiązanymi z Quando Rondo, która zakończyła się wymianą ognia. Podczas starcia Bennett został ranny w wyniku postrzelenia i trafił do szpitala. Mimo podjętej interwencji medycznej, zmarł w wyniku odniesionych obrażeń.

## Dyskografia

### Albumy
| Tytuł                    | Informacje | Pozycje na liście | Pozycje na liście | Pozycje na liście |
| Tytuł                    | Informacje | USA               | USA R&B/HH        | USA Indie         |
| ------------------------ | --- | ----------------- | ----------------- | ----------------- |
| Grandson, Vol. 1         | - Wydany: 20 września 2019 - Wytwórnia: Only the Family, Empire - Format: LP record LP, Music download, digital download, Streaming media streaming | 75                | 37                | 43                |
| Levon James              | - Wydany: 6 marca 2020 - Wytwórnia: Only the Family, Empire - Format: Digital download, streaming                                                   | 63                | 36                | 10                |
| Welcome to O’Block       | - Wydany: 30 października 2020 - Wytwórnia: Only the Family, Empire - Format: Digital download, streaming                                           | 5                 | 1                 | 2                 |
| What It Means to Be King | - Wydany: 4 marca 2022 - Wytwórnia: Only the Family, Empire - Format: Digital download, streaming                                                   | 2                 | 1                 | 2                 |
| Grandson                 | - Wydany: 14 lipca 2023 - Wytwórnia: Only the Family, Empire - Format: Digital download, streaming, winyl                                           | 14                | 4                 | 2                 |